# Alfarería de trampa y cerámica de engaño

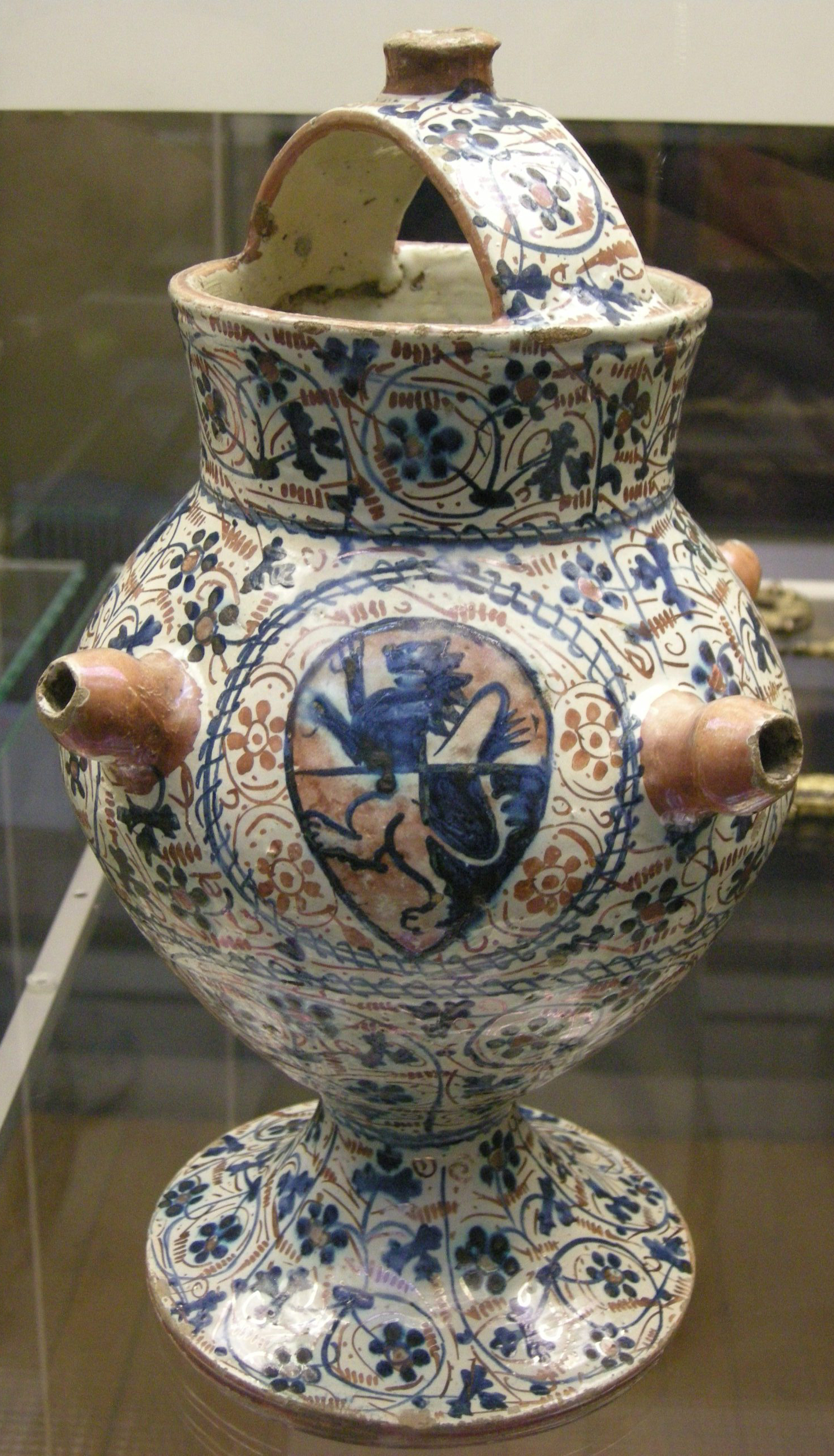
Jarra de trampa. Manises, 1420-80

Alfarería de trampa y cerámica de engaño, son denominaciones populares en el argot del alfarero que agrupan una serie limitada de piezas cerámicas creadas por la fantasía del artista y en su mayor parte tan solo útiles como objeto de adorno. Entre las primeras, las más conocidas y variadas son los botijos y jarras de trampa, y entre las segundas los imaginativos platos de engaño, frecuentes en muchas fábricas de loza fina y genuinos representantes del gusto más kitsch.

## Botijos de trampa
Existen muy diferentes modelos de botijos de trampa o de engaño; el inconveniente suele provenir de haber sido concebidos con innumerables pitorros, y la dificultad de uso en adivinar cuál es el agujero por el que podrá beber agua sin mojarse. Los modelos más frecuentes son los de varios pitos y una sola boca. Entre las muchas variedades, están por ejemplo:
- El botijo de tres pitos bordado (decorado con rameos o ramejat) de Agost, compuesto por tres pitos y tres bocas; el engaño consiste en que no se sabe por cual de los tres pitos sale el agua.
- Los botijos de engaño de Cespedosa de Tormes (Salamanca), Totana (Murcia) y La Bisbal (Gerona).

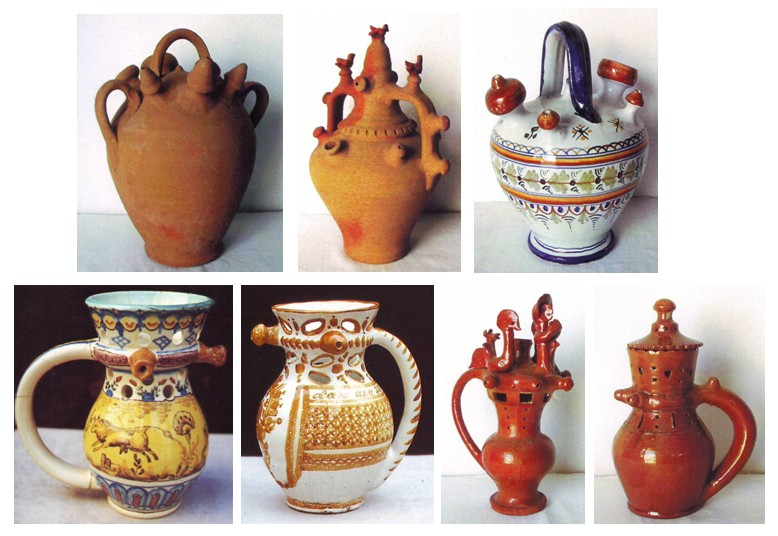
Siete piezas españolas de alfarería de trampa o engaño. Arriba, de izq.a dcha: botijo de trampa (Mombeltrán, Ávila); botijo de torre (Ateca, Zaragoza); botijo de trampa (Talavera, Toledo). Abajo: jarra burladera (Triana, Sevilla); jarra burladera (Talavera, Toledo); jarra de trampa (Jiménez de Jamuz, León); jarra de engaño (Castellar de Santiago, Ciudad Real).

- El botijo de barril de El Puente del Arzobispo (Toledo), con la boca situada en medio.
- El botijo de varios pitos pero sin boca, que se llena por debajo y que dispone de una cámara interna que impide que al ponerlo en posición vertical, se derrame el agua por la base. Es un modelo típico de Segorbe y se solía utilizar en la mesa los días de fiesta.
- El silló de trampa de Verdú (Lérida), hecho de arcilla negra, tradicional en esta población desde el siglo XII. Su uso lúdico en las fiestas populares es el común a la mayoría de los botijos de trampa: dar a beber y provocar que el probador se equivoque de pitorro y quede mojado.[2]

## Jarras de trampa
- De la familia del botijo, aunque llamada jarra de novia (o botijo de doncella), es una bella pieza vidriada en blanco y ocasionalmente decorada, tradicional en varios alfares almerienses que se le ofrecía a la novia al casarse. Un modelo similar, con dos depósitos, es el típico botijo de Vera (Almería), en el que hay que adivinar cual de ellos está lleno.
- El origen de este tipo de objetos más allá del territorio español puede rastrearse en las jarras de La Borne, en el Berry francés, algunos de cuyos ejemplares antiguos aún pueden verse en el Museo de Bourges.[3] Se trata de un modelo de jarra de boca cerrada y ricamente esculpida, que al servir el agua se derrama por los múltiples orificios del cuerpo en vez de hacerlo por el pico vertedor. Es un objeto inútil pero muy decorativo.

## Platos de engaño
De entre las piezas de loza decorativa sin utilidad doméstica, las más populares han sido quizá los fruteros de chasco, habituales en centros de tradición como Talavera de la Reina o El Puente del Arzobispo. Pueden considerarse hijos de los sofisticados platos de engaño de origen galo (objetos de la familia del trompe d’oeil), joyas kitsch del diseñador de cerámicas buscando la ilusión óptica con objetos tridimensionales: frutas, hortalizas, e incluso animales. La fábrica de Moustiers fue una de las que durante la época del barroco, entre sus colecciones dedicó una parte a los platos de engaño. Uno de los más célebres ceramistas franceses Bernard Palissy fue el creador de una serie de  loza con relieves naturalistas y esmaltes policromos, muestras de estas piezas se encuentran en el Museo National de Cerámique de Sèvres, en el Museo del Louvre o en el Museo Victoria y Alberto en Londres.

Platos de engaño
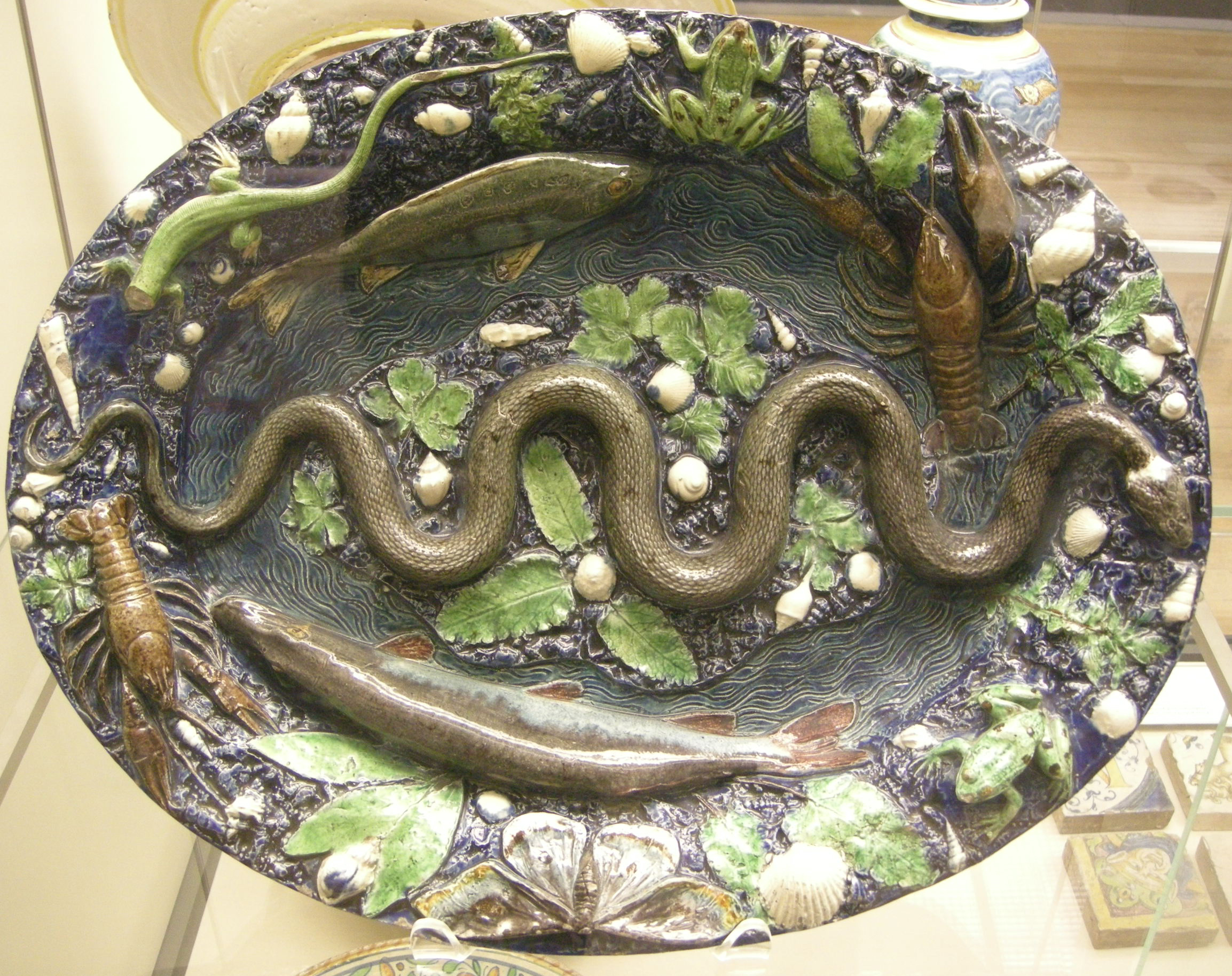
Diseño de Bernard Palissy (h. 1575). Museo Británico.
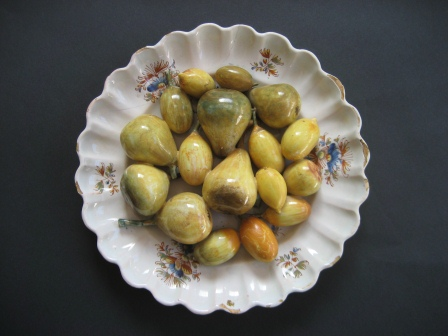
Real Fábrica de Loza y Porcelana de Alcora (h. 1770).
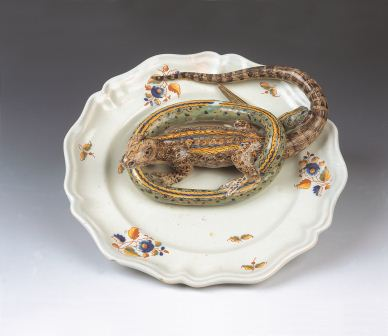
Real Fábrica de Loza y Porcelana de Alcora (Castellón de la Plana, España).
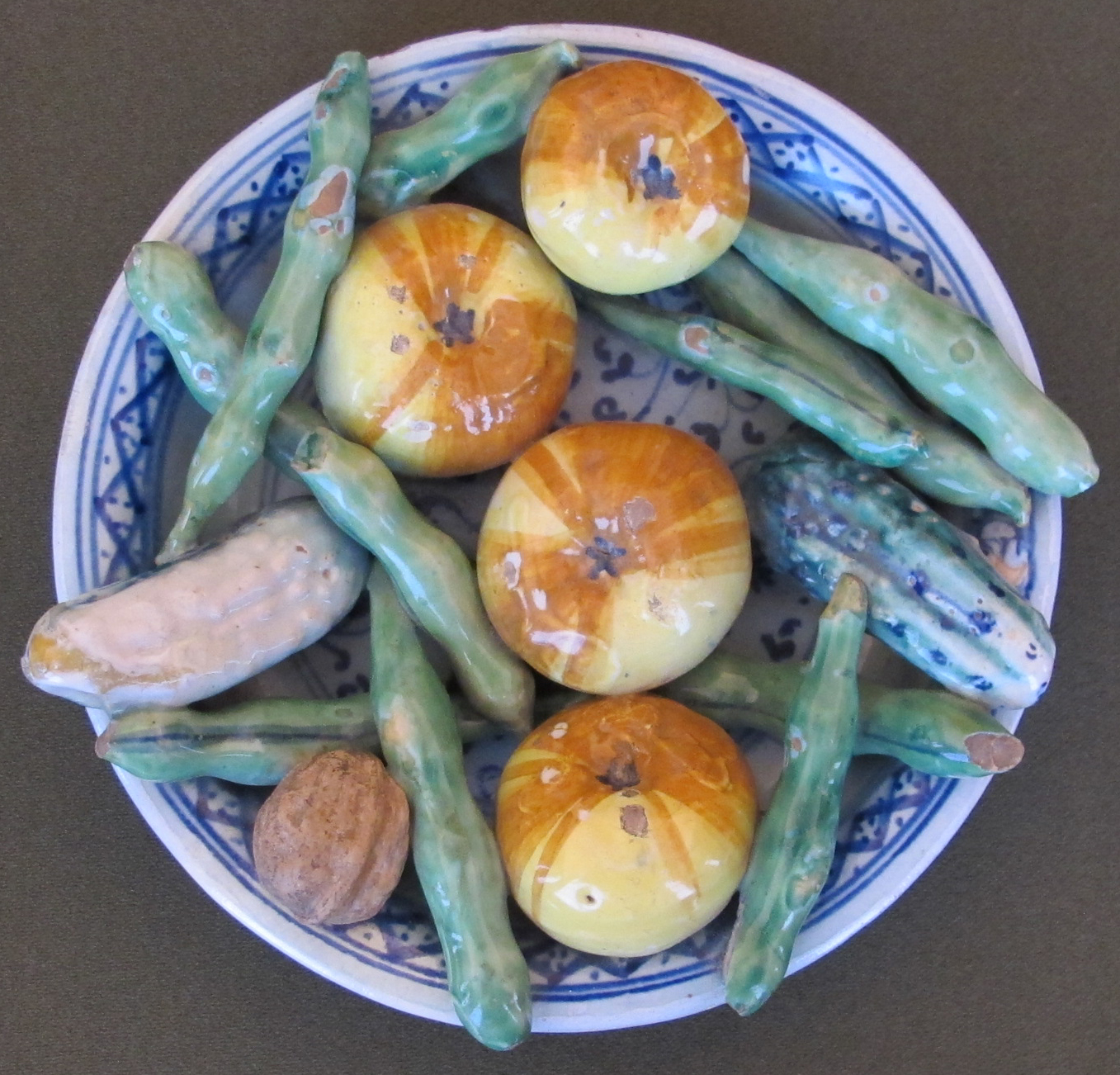
Frutero ligur, Génova (h. 1575). Museo Lindenau de Altenburgo (Alemania).

En España, una de las mejores colecciones de loza de engaño, y no sólo de platos, se encuentra en la Real Fábrica de Loza y Porcelana de l'Alcora, atribuyéndose al escultor Julián López la creación de la mayoría de los modelos. Originalidad y fama confluyen en la colección de fauna de Alcora, con un amplio repertorio animal distribuido en un igualmente extenso catálogo de piezas de loza doméstica: soperas, salseras, pisapapeles, mancerinas, joyeros y vinajeras, convertidos en perros, ranas, lagartos, gallinas, cisnes, palomas, carneros, perdices, etc. En este caso el engaño visual inutiliza el valor doméstico del objeto y su uso queda restringido a lo decorativo.